# حالت حلقه تاوه‌ای

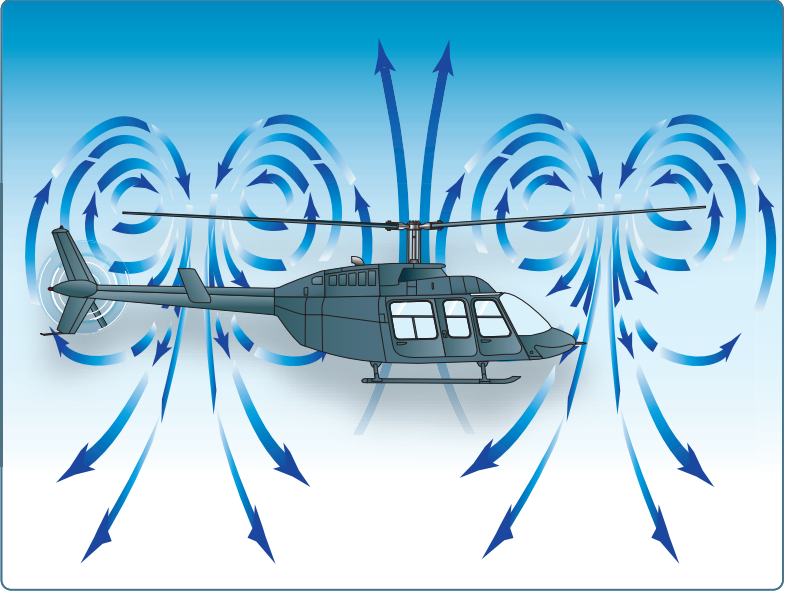
تصویر بالا حالت حلقه تاوه را نشان می‌دهد. در این وضعیت، پروانه‌ها نیروی برآر تولید می‌کنند ولی به دلیل اینکه بر روی دکل ماهی‌واره وجود ندارد، جریان هوا از بخش میانی پروانه نزدیک به دکل به سمت بالا جریان می‌یابد و یک تاوه جدید علاوه بر تاوهٔ ایجاد شده در مرکز و نوک پروانه خواهد ساخت. با ایجاد این تاوهٔ جدید، جریان هوای متلاطم و پرنوسان ایجاد خواهد شد که بازده پروانهٔ بالگرد را کاهش می‌دهد. اگر این جریان فرصت ادامه یافتن را داشته باشد، باعث می‌شود چرخش‌های کنترل‌نشدنی برای بدنه رخ دهد. این چرخشها در راستای محور طولی و عرضی هستند و با برهم زدن تعادل بالگرد، منجر به کاهش شدید نیروی برآر و درنتیجه کاهش نرخ ارتفاع خواهند شد.

انیمیشن جریان تاوه‌ای

حالت حلقه تاوه‌ای یک حالت در ایرودینامیک است که ممکن است در بالگردها مشاهده شود؛ در چنین حالتی یک جریان تاوه‌ای ایجاد شده و سعی می‌کند بالگرد را به درون خود بکشد و ببلعد که موجب کاهش شدید نیروی برآر خواهد شد. این حالت در بالگردهای تیلت‌روتور همانند بل بوئینگ وی-۲۲ آسپری رخ می‌دهد که مسئول سقوط چند فروند از این بالگرد ازجمله سقوط آن در سال ۲۰۰۰ شده بود. در سال ۲۰۱۱ نیز حالت حلقهٔ تاوه‌ای عامل سقوط یک فروند یواچ-۶۰ نیروی زمینی آمریکا در جریان عملیات نیزهٔ نپتون شد.

## شرح

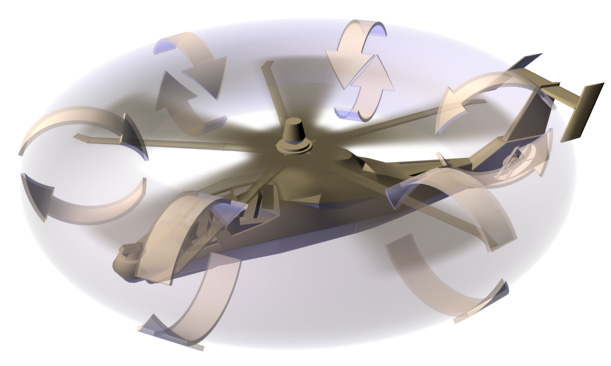
پیکان‌های خمیده مسیر جریان هوا هستند.

در هنگام پرواز بالگرد به سمت جلو، جریان رو به بالا هرگز وجود ندارد؛ ولی با کاهش سرعت بالگرد، جریان رو به بالا تشدید می‌شود تا جایی که بالگرد در وضعیت هاور کردن قرار بگیرد جریان بیشتر می‌شود. جریان رو به بالا هنگامی بیشتر می‌شود که بالگرد شروع به کاهش ارتفاع به صورت عمودی نماید و در این صورت جریان رو به بالا تشدید نیز می‌گردد. زیرا در بالای دکل بالگرد (در بخش قفل‌های تیغه‌های پروانه) هیچگونه ماهی‌واره وجود ندارد تا نیروی برآر ایجاد کند و درواقع همانند یک حفرهٔ توخالی عمل می‌نماید و جریان هوا از آنجا به بالا منتقل شده و تاوه ایجاد می‌کند. با افزایش جریان هوای رو به بالا در آن بخش و با مکش هوا از زیر پروانه‌های بالگرد، بخش مرکزی تیغه‌های پروانه (تیغه‌های ملخ) بر آن جریان چیره می‌شوند ولی آن بخش از تیغه‌های پروانه که نزدیک دکل قرار دارند، شروع به واماندگی می‌کنند. در هنگامی که بخش درونی تیغه‌ها وامانده شوند یک تاوه جدید مشابه با تاوه‌های حاشیه بیرونی تیغه‌های پروانه، در کنار دکل ایجاد می‌گردد و با تاوه‌های ایجاد شده بیرونی آمیخته شده و نتیجهٔ این آمیختگی، ضعف شدیدی در نیروی برآر ایجاد می‌شود و لیفت بالگرد به‌شدت کاهش می‌یابد. درصورتی که خلبان به سرعت این شرایط را شناسایی نکند احتمال آن بسیار است که نرخ فرود بالگرد افزایش یابد و برخورد سختی با زمین داشته باشد.

## دلیل

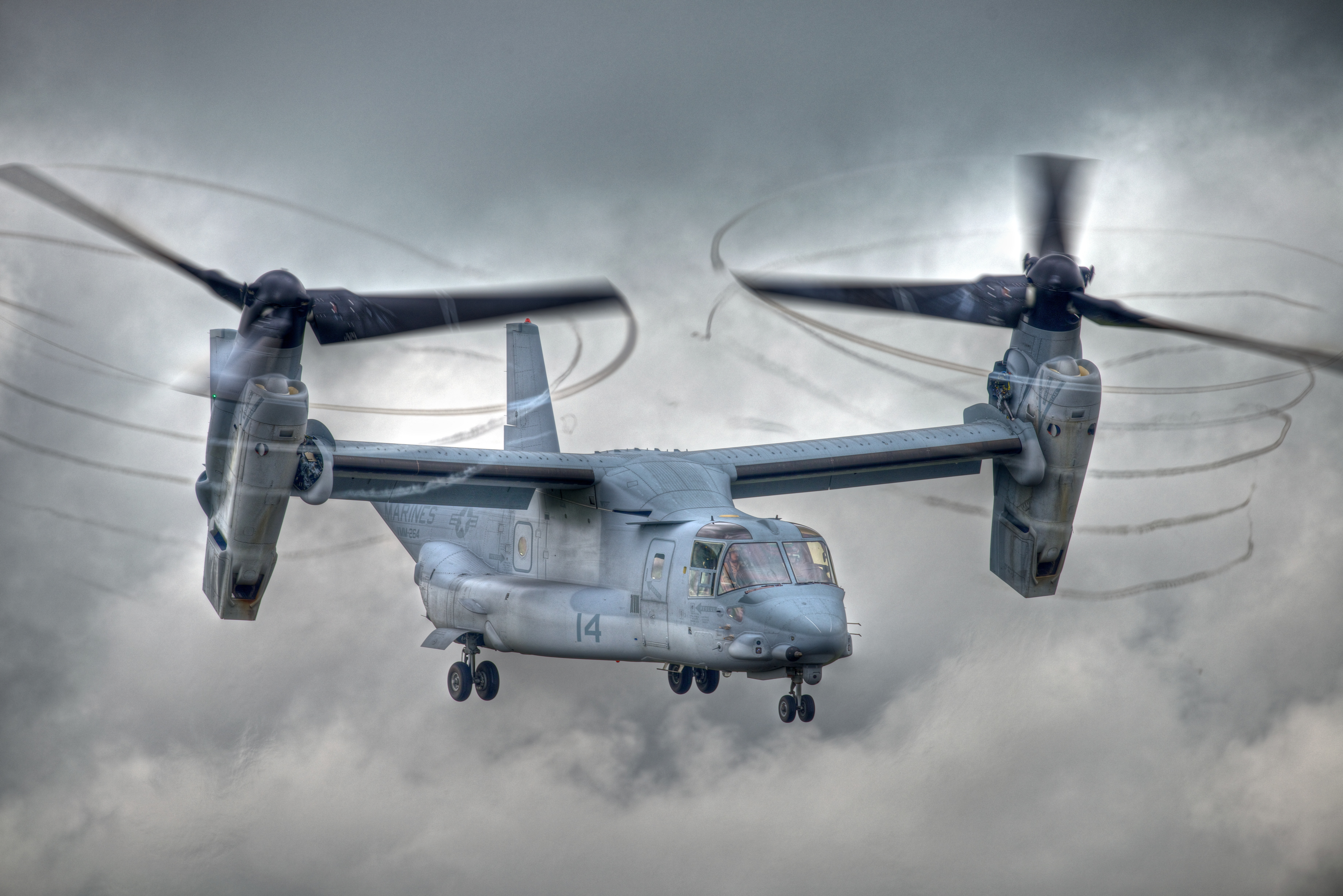
میعان هوا بوسیلهٔ نوک پروانه‌های بالگرد وی-۲۲. این بالگرد بسیار مستعد گرفتار شدن در حلقهٔ تاوه است.

هر بالگردی که بخواهد بالاتر از سقف پرواز خود و بیرون از محدودهٔ اثر زمین هاور نماید، ممکن است دچار چنین حالتی شود. در صورتی که خلبان در ارتفاع بالا پرواز کند و سرعت خود را کاهش دهد، جریان رو به بالا افزایش خواهد یافت و موجب افت شدید در نیروی برآر می‌شود. چنین شرایطی در زمین‌های دارای عوارض بلند، بسیار خطرناک است. برای نمونه اگر بالگرد با بار زیاد در ارتفاع ۴۰۰۰ متری محیط کوهستانی در حال پرواز کروز باشد، جریان رو به بالا وجود ندارد و نیروی برآر بالگرد برای حفظ ارتفاع ۴۰۰۰ متری کافی است؛ ولی اگر سرعت خود را کاهش دهد و به حالت هاور کردن برسد، جریان از کنارهٔ دکل به بالا منتقل شده و نیروی پسار در جهت بالا وارد خواهد شد که موجب کاهش نیروی برآر یا لیفت می‌گردد. در این مرحله بالگرد ارتفاع خود از دست داده و به دلیل بلند بودن عوارض در آن ناحیهٔ کوهستانی، ممکن است در دامنهٔ کوه‌های اطراف سقوط کند.

## شناسایی و پیشگیری از این حادثه

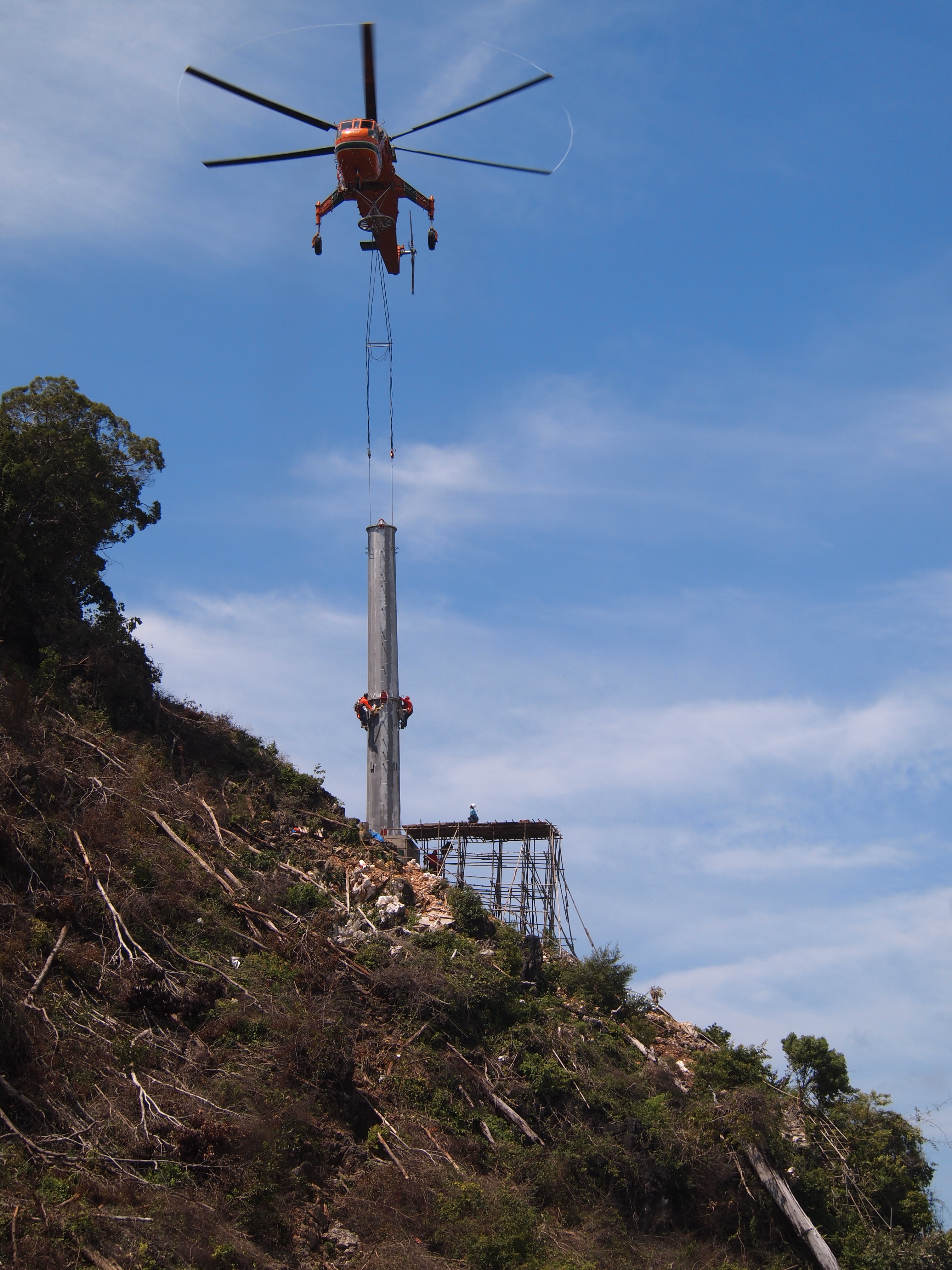
اس-۶۴ درحال نصب برج

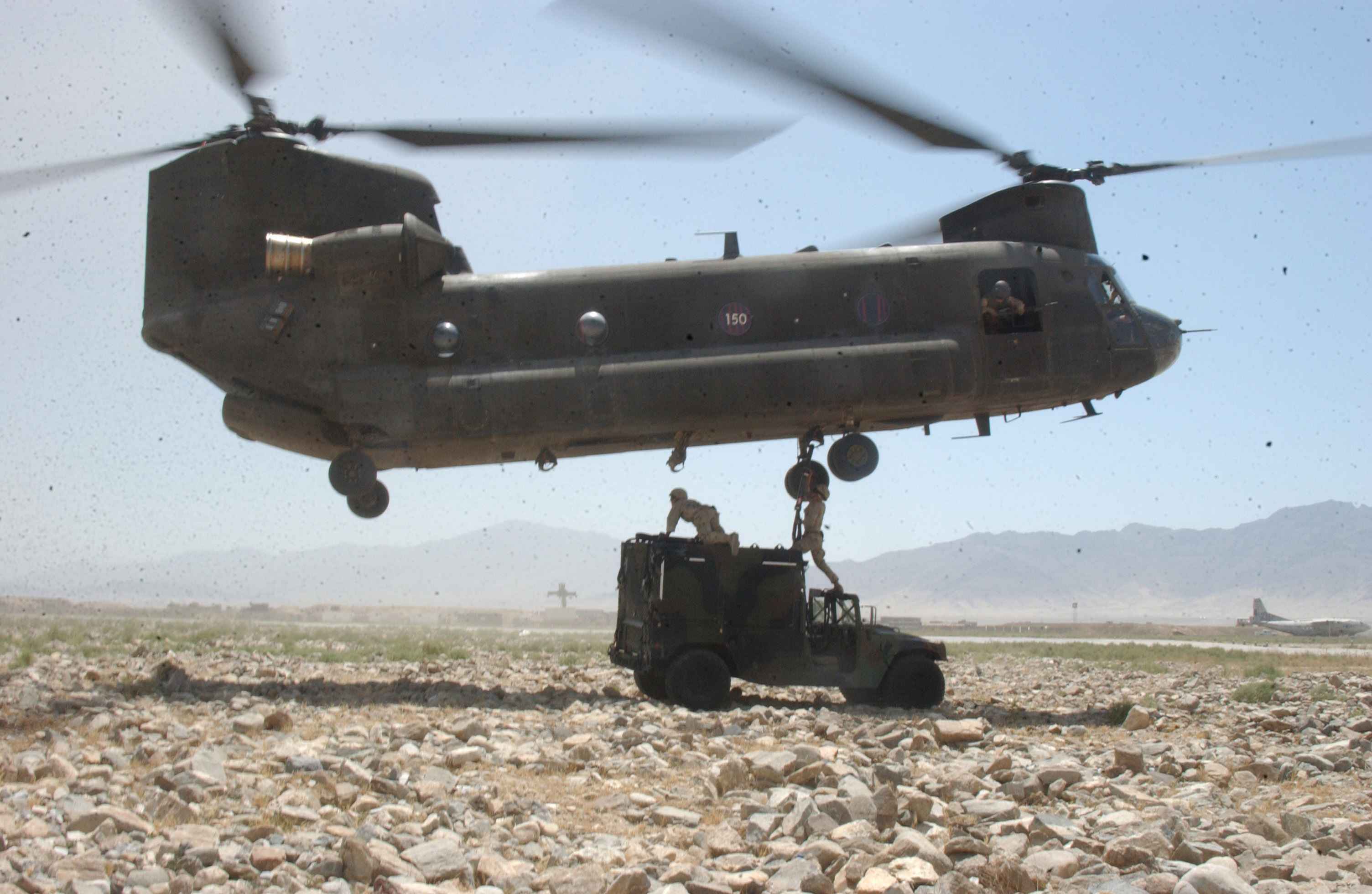
چینوک نمونهٔ یک بالگرد با پروانه‌های پشت سرهم

رخداد حلقهٔ تاوه‌ای نشانه‌هایی دارد. در هنگام این رویداد، لرزش‌هایی در بخش موتور حس می‌شود و ارتفاع سریعاً کاهش یافته و سکان سایکلیک نیز نافرمان می‌شود. در بالگردهای تک‌پروانه اگر حلقه تاوه‌ای رخ دهد، خلبان می‌تواند با حرکت دادن سکان سایکلیک که زاویهٔ گردش پروانه را تعیین می‌کند، دماغه بالگرد را کمی به پایین گرایش دهد تا پرواز به سمت جلو آغاز شود. در بالگردهایی با آرایش پروانه‌های پشت سرهم، خلبان باید سکان سایکلیک را به طرفین متمایل کند تا بالگرد با حرکت کردن به چپ یا راست به پایداری دست یابد. در مجموع به خلبانان آموخته می‌شود که پیشگیری بهتر از درمان است و خلبان باید تا جایی که می‌تواند از گیر افتادن در حالت حلقهٔ تاوه‌ای پرهیز کند تا از بلعیده شدن بالگرد بوسیلهٔ تاوه فرار کند. اگر علائم تاوه در ارتفاع بالا مشاهده شود، پایین آوردن اهرم کلکتیو و کاهش ارتفاع بالگرد یکی از راه‌های پیشگیری از شدید شدن تاوه است؛ ولی حلقه‌های تاوه معمولاً در هنگام هاور کردن نزدیک زمین رخ می‌دهد که در این صورت، پایین آوردن اهرم کلکتیو جزء گزینه‌ها نیست. زیرا فرود سختی را رقم می‌زند که دست کم بالگرد دچار آسیب شده یا منجر به حادثه و واژگونی بالگرد می‌گردد.
یک روش دیگر که به «تکنیک بازیابی ویچارد» معروف است توسط کلود ویچارد مأمور بازرسی امنیت پروازهای غیرنظامی در سوئیس ابداع شد. این تکنیک با استفاده از «نیروی برآر پروانهٔ دُم» انجام می‌شود و خلبان باید سکان (سایکلیک) را در جهت موافق با نیروی رانش دُم حرکت دهد و همزمان باید اهرم کلکتیو را بالا بکشد تا نیروی برآر را برای ارتفاع‌گیری تأمین کند و با پدالهای بالگرد پایداری را برقرار نگهدارد. بالگرد اوج گرفته و بر نیروی حلقه تاوه چیره خواهد شد.

## برون‌رفت از حلقه تاوه
در صورتی که بالگرد توسط حلقه بلعیده شود و دیگر پیشگیری کافی نباشد، برون‌رفت از آن شرایط اگر غیرممکن نباشد ولی بسیار دشوار خواهد بود. حتی در برخی مواقع در هنگام وقوع حلقهٔ تاوه، اهرم سایکلیک دیگر پاسخگو نیست؛ زیرا به دلیل وقوع جریان هوای پرتلاطم، سکان نافرمان شده و کارایی خود را از دست داده‌است؛ اگر سکان به کلی از دست رود، یک فرود سخت حتمی خواهد بود.
در آن شرایط بالگرد برای هاور کردن به دوبرابر نیروی کافی نسبت به زمان هاور کردن در شرایط عادی نیاز دارد. تنها یک بالگرد در جهان وجود دارد که می‌تواند بر این شرایط غلبه کند و آن سیکورسکی اس-۶۴ اسکای‌کرین است زیرا نسبت توان به وزن بسیار زیادی دارد و میتواند با بهره‌گیری از مزیتی که دارد، بر این شرایط چیره شود. بنابراین تنها راه برای خلبانان بالگردهای دیگر این است که با کشیدن اهرم «انجین بِرِک»، گیربکس و شفت موتور را از پروانه اصلی بالگرد جدا نماید تا بالگرد وارد فاز خودگردی شود. بدین گونه پس از متوقف شدن گشتاور موتور، حلقه تاوه نیز از بین می‌رود. اهرم انجین برک یا «اهرم جداسازی موتور» وظیفهٔ جداسازی موتور از پروانه اصلی را برعهده دارد. گرچه انجام این ترفند در زمانی که بالگرد بر روی آب پرواز می‌کند باعث می‌شود بالگرد سرانجام در آب فرود بیاید.

## بالگردهایی با پروانه‌های پشت سرهم
هنگام بروز حلقه تاوه، بالگرد نیروی برآر را از دست می‌دهد و به جلو راندن سکان راه مؤثری است؛ ولی در بالگردهایی با آرایش پروانه‌های پشت سرهم به جلو هدایت کردن سکان سایکلیک، نرخ صعود بالگرد را افزایش نخواهد داد؛ بنابراین در بالگردهایی همانند چینوک باید با هدایت سکان به سمت راست یا چپ و همچنین تنظیم همزمان پدالها، بالگرد را پایدار نگه‌داشت و از تلاطم تاوه بیرون کشانید.

## نگارخانه

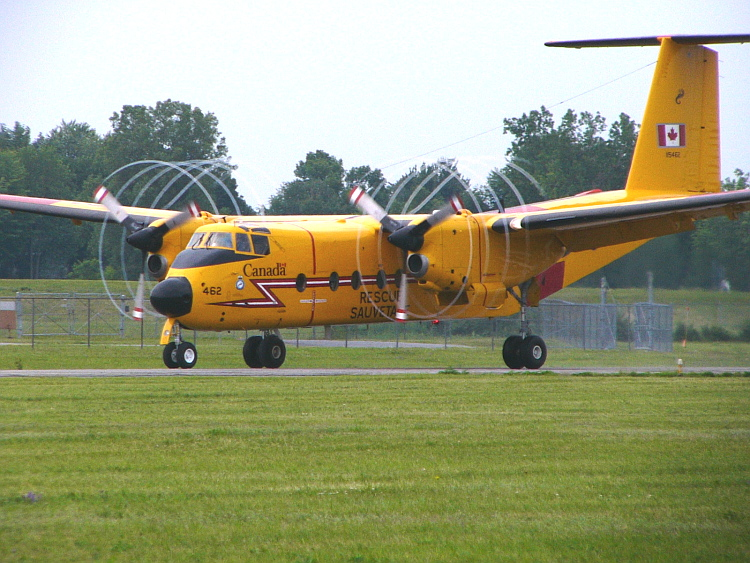
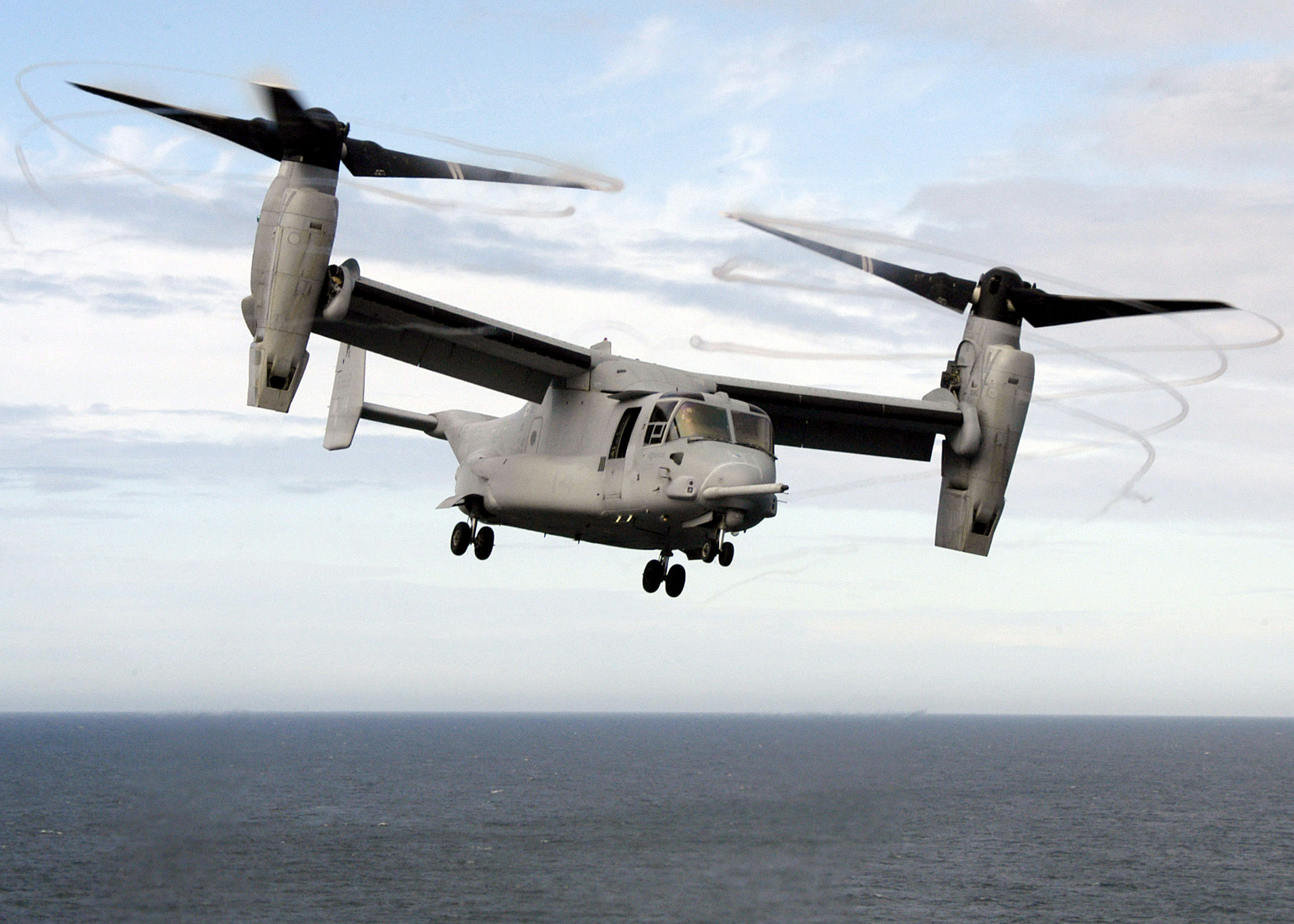